# لوبینی اچ۱
لوبینی اچ‌۱ (Lobini H1) خودرویی است که از سال ۲۰۰۵ تا کنون تولید شده‌است. 
این خودرو در کلاس خودرو اسپورت قرار گرفته و  طراحی آن خودروهای موتور وسط عقب-محور عقب بوده ‌است. سیستم جعبه‌دندهٔ آن ۵ دنده به صورت دستی است.